# Synagoge (Sélestat)

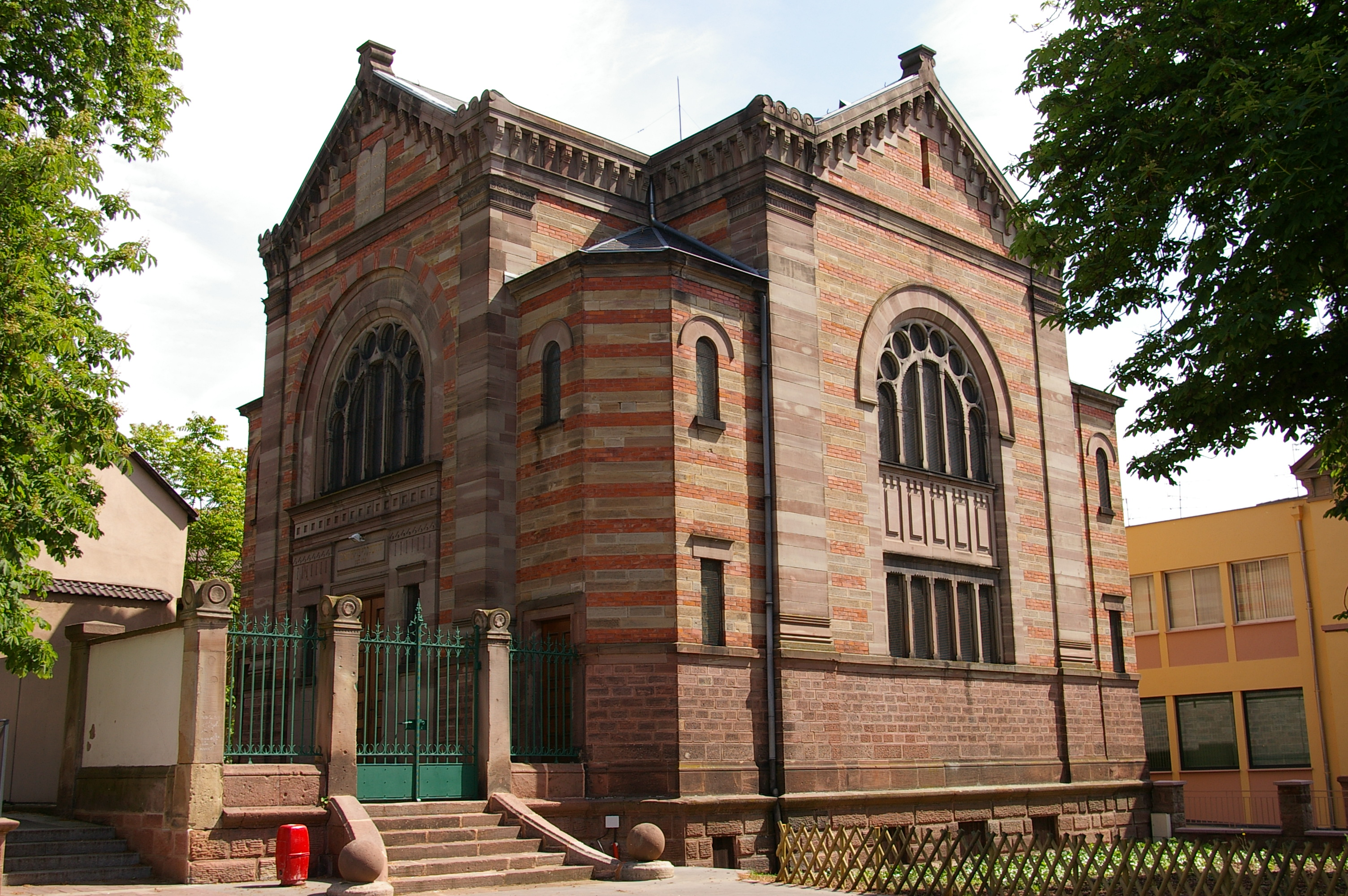
Synagoge von Sélestat, 2007

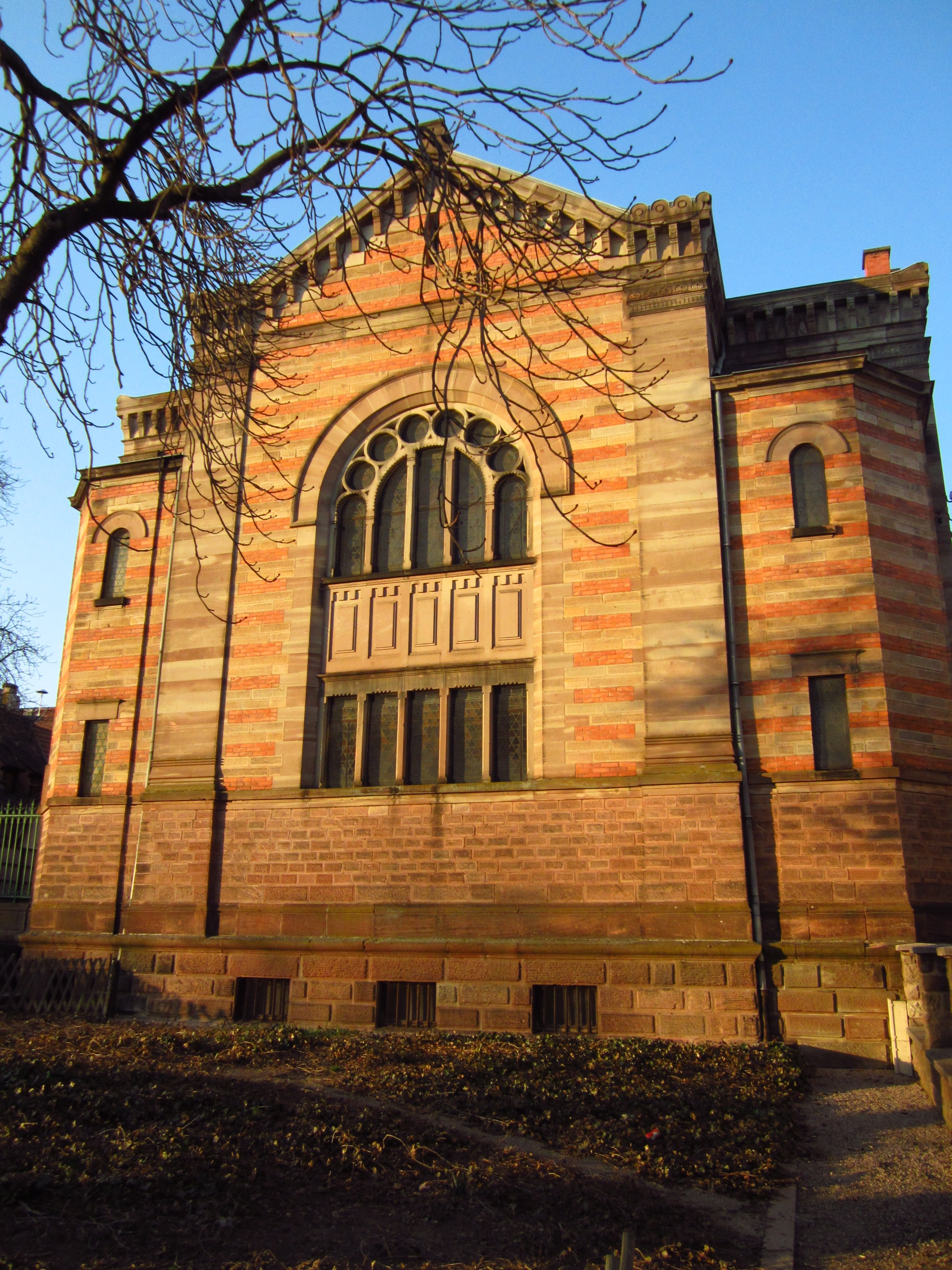
Seitenansicht

Die Synagoge in Sélestat, einer französischen Stadt im Département Bas-Rhin in der historischen Region Elsass wurde 1890 erbaut. Die Synagoge befindet sich in der Rue Sainte-Barbe.

## Geschichte
Die Synagoge wurde 1890 nach den Plänen des Architekten Alexander Stamm im neoromanischen Stil erbaut. An gleicher Stelle standen schon vorher Gebäude der jüdischen Gemeinde. Das um 1836 errichtete rituelle Bad (Mikwe) wurde beim Neubau 1890 integriert.
Während der deutschen Besatzung im Zweiten Weltkrieg wurde die Synagoge verwüstet und geplündert. Von 1950 bis 1960 wurde sie ohne ihre ursprüngliche Kuppel wieder aufgebaut.
Über dem Portal befindet sich die hebräische Inschrift: Dies ist das Tor zum Herrn, die Gerechten werden es durchschreiten (Psalm 118, 20).